# دوران غرانت
دوران غرانت (بالإنجليزية: Doran Grant)‏ هو لاعب كرة قدم أمريكية أمريكي، ولد في 30 نوفمبر 1992 في آكرون في الولايات المتحدة.

## وصلات خارجية
- دوران غرانت على موقع مرجع كرة القدم المحترفة.كوم (الإنجليزية)